# فرجينيا شارب باترسون
فرجينيا شارب باترسون (بالإنجليزية: Virginia Sharpe Patterson)‏ هي صحفية أمريكية، ولدت في 1 سبتمبر 1841، وتوفيت في 1913.